# 베트남-싱가포르 관계
베트남-싱가포르 관계는 싱가포르와 베트남 사이의 관계를 가리킨다. 싱가포르와 베트남은 19세기에 무역을 시작했다. 싱가포르의 반공 정책 이후 싱가포르는 베트남의 통일 이전의 남베트남과 외교를 하다가 이후 싱가포르와 북베트남도 1973년 8월 1일 정식 외교관계를 시작했다. 싱가포르는 베트남 통일 이후 베트남 사회주의 공화국(베트남)과의 관계 개선에 나섰다. 베트남-캄보디아 전쟁 때는 관계가 악화되었으나, 지금은 베트남 인민군이 캄보디아에서 철수하면서 다시 살아났다.

## 역사
연대기에 따르면, 1330년 테마섹의 말레이 사절단이 베트남 북부에 도착했고, "테마섹의 언어를 유창하게 구사하는 것으로 알려진 베트남 왕자 트란 나트 두앗의 영접을 받았다."
싱가포르는 19세기에 베트남과 무역 관계를 시작했고, 베트남 선박들은 싱가포르에서 제품을 재수출하고 판매했다.
베트남 민주 공화국의 초대 대통령인 호치민은 홍콩 정부에 의해 석방된 후 싱가포르에 거주했다. 그렇지만 호치민은 1932년 싱가포르 경찰에 체포되어 홍콩으로 추방되었다. 1941년 12월, 일본은 베트남에 있는 군사 기지를 이용하여 싱가포르를 공격하여 싱가포르는 일본의 점령지가 되었다. 2차 세계대전 이후 프랑스는 싱가포르를 중개지로 삼아 베트남 독립운동을 진압하기 위한 병력과 장비를 파견했다.
1954년 제네바 회담에서 베트남을 두 부분으로 나누기로 했는데, 북쪽은 베트남 공산당이 이끄는 북베트남에 속해있고, 남쪽은 반공주의 정권인 베트남 공화국, 즉 남베트남에 속해 있다. 초기에 싱가포르는 반공 정책을 실시하여 싱가포르 정부가 남베트남을 지원하도록 만들었다. 1965년 싱가포르가 말레이시아로부터 독립했을 때, 남베트남은 싱가포르를 인정한 최초의 아시아 국가 중 하나가 되었고, 싱가포르는 남배트남과의 외교 관계를 수립했다.
1973년 8월 1일 싱가포르는 북베트남과 외교관계를 수립했다. 1975년 사이공 함락은 베트남의 통일을 의미했다. 싱가포르는 베트남 사회주의 공화국과의 관계를 개선하기 시작했다. 1978년 10월 베트남 총리 팜반동이 싱가포르를 방문해 통일 이후 베트남 총리로는 처음으로 싱가포르를 방문했다.
1978년 12월, 베트남은 캄보디아에 군대를 파병하기로 결정했고, 베트남-캄보디아 전쟁이 발발했다. 싱가포르는 캄보디아에서 반베트남 저항을 지지했고 베트남을 비난하는 국제 캠페인을 조직했다. 싱가포르는 캄푸치아 인민공화국을 인정하지 않았다. 두 나라의 관계는 1990년 베트남군이 캄보디아에서 철수하고 베트남이 1995년 동남아시아국가연합에 가입하면서 정상화되었다. 싱가포르와 베트남의 지도자들은 자주 만났다. 2004년 판반카이 베트남 총리가 싱가포르를 방문해 21세기 포괄협력체계에 관한 공동성명에 서명했다. 2013년 리셴룽 싱가포르 총리가 베트남을 방문해 베트남과 전략적 동반자 관계를 수립했다. 2015년 베트남 응우옌떤중 총리가 리콴유 전 싱가포르 장관의 장례식과 싱가포르 50주년 기념행사 등을 위해 싱가포르를 두 차례 방문했다.

## 무역 관계
경제복합관측소에 의한 자료에 따르면 1990년대 싱가포르에서 베트남으로 수출된 금액은 약 100만 달러였다가 2008년에는 80억 달러까지 증가했다. 이후 하락했지만 했지만 수출액은 여전히 40억 달러 수준이다. 정제 석유는 싱가포르가 베트남에 수출하는 주요 생산품이다.
1990년대에 베트남에서 싱가포르로 수출된 금액은 약 4억 달러였다. 2008년에는 24억 달러로 증가했고, 2012년에는 16억 달러로 감소했으며, 2013년에는 다시 증가하였다. 베트남이 싱가포르에 수출하는 주요 제품은 원유다.
1993년 5월 5일, 베트남-싱가포르 협력 위원회가 설립되었다. 2005년 12월 6일, 싱가포르 통상산업부와 베트남 산업통상부는 싱가포르에서 금융, 투자, 무역 및 서비스, 교통, 정보통신 기술, 교육 및 훈련과 같은 6가지 측면을 포함하는 베트남-싱가포르 연결에 관한 기본 협력을 체결했다. 기본 협력은 2006년 1월 23일에 발효되었다. 2014년 싱가포르는 베트남에 3번째로 큰 외국인 투자국으로 총 327억 달러를 투자하고 1,300개의 프로젝트에 기여하였다. 베트남의 빈즈엉성, 하이퐁, 박닌성, 꽝응아이성, 하이즈엉성 안에는 베트남-싱가포르 산업단지가 있다.
2013년 9월 13일, 싱가포르 통상산업부 장관과 베트남 기획투자부 장관 호치민시에서 열린 제9차 싱가포르-베트남 연결 회의를 개최했다.

## 문화 관계
1992년부터 16,000명의 베트남 공무원들이 의료, 환경, 금융, 무역, 생산성, 공공 경영, 영어 훈련을 포함한 싱가포르 협력 프로그램의 훈련을 받았다. 또 2002년 하노이에는 베트남-싱가포르 연수원이 설립되었다.
싱가포르 교육부는 중학교 2학년을 마치고 영어와 과외활동 실적이 좋은 베트남 학생들에게 장학금을 지급하고 있다.

## 같이 보기
- 베트남의 대외 관계